# Renault F3P
F3P var en tidligere benzinmotor fra Renault med en slagvolume på 1,8 liter (1794 cm3).
Motoren havde 4 cylindre og 2 ventiler pr. cylinder, og fandtes i en udgave med monopoint indsprøjtning og en udgave med multipoint indsprøjtning.
Motoren blev anvendt i flere forskellige modeller, bl.a. Renault 19, Clio og Laguna.
Med overgangen fra Renault 19 til Mégane i 1996, overgangen fra Clio I til II i 1998 og faceliftet af Laguna i 1998 blev F3P gradvist afløst af nyere 16-ventilede konstruktioner, som f.eks. K4M på 1,6 liter og F4P på 1,8 liter.